# Зарьяб, Азам Рахнавард
Азам Рахнавард Зарьяб (1944—2020) — афганский журналист, редактор, писатель, переводчик, критик. Свои произведения писал на языке дари.
Родился в Кабуле в небогатой семье выходца из Газни. Окончил высшую школу Хабибии в этом городе, после чего поступил в Кабульский университет, который окончил со степенью в области журналистики в 1970 году. Затем окончил Университет Южного Уэльса, Великобритания, выиграв стипендию для обучения в нём, позже стажировался в Австралии. После возвращения на родину и службы в армии работал в средствах массовой информации Афганистана: был журналистом и редактором ряда газет, также некоторое время работал в Министерстве культуры и информации Афганистана. С 1967 по 1969 год возглавлял союз писателей страны. В 1992 году покинул Афганистан и эмигрировал в Россию, в 1994 году поселился на юге Франции; в Афганистан вернулся в 2003 году.
Творческое наследие представлено несколькими романами и большим количеством рассказов, посвящённых проблемам афганского общества, а также литературно-критическими статьями и художественными переводами. Рассказы писатели были изданы в двух крупных сборниках: «Голос из глубины веков» (1983) и «Горец» (1984). Ему также принадлежат произведения «Человек с гор» (1985), «Друг из далёких гор» (1986), психологический роман «Записки птицы». На русском языке произведения Зарьяба издавались в 1983 году в сборнике «„Портрет“ и другие рассказы». Тематикой его произведений является реалистичное описание повседневной жизни средних слоёв населения афганских городов.